# 국가 (플라톤)

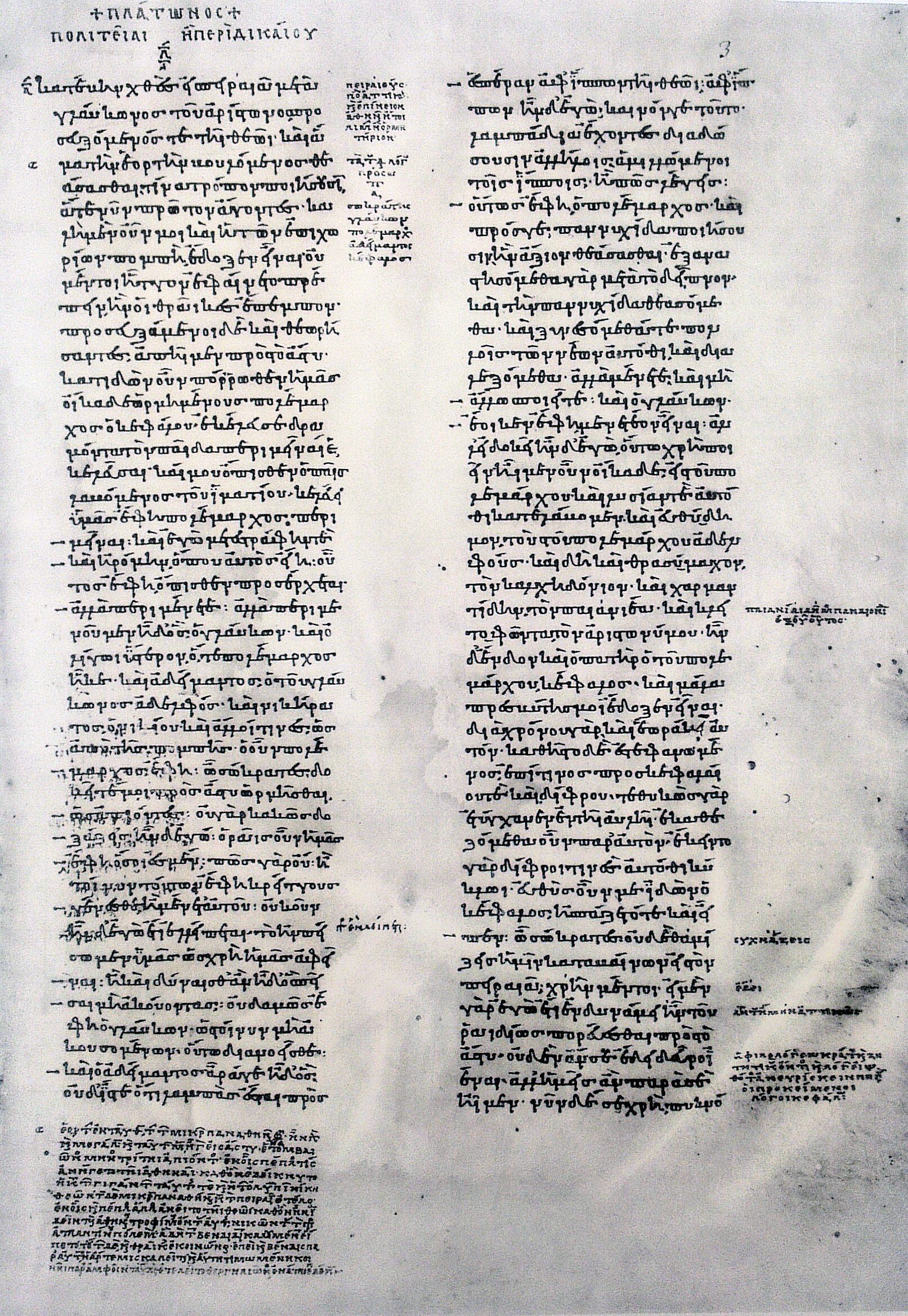

《국가》 또는 《정체》(政體, 그리스어: πολιτεία 폴리테이아[*], 영어: The Republic)는 철학과 정치학에 관한 플라톤의 주저이며, 기원전 380년경 소크라테스가 주인공인 대화체로 작성했다. 이 저서는 철학과 정치 이론에서 광범위한 영향력 있으며, 플라톤 저작 가운데 가장 잘 알려진 책이기도 하다. 플라톤의 허구적 대화에서 주인공 소크라테스를 비롯한 다양한 아테네인과 외국인은 올바름(正義)의 정의(定意)에 관해 논하고, 철인(哲人) 왕과 수호자들이 다스리는 이상 사회를 그리며 정의로운 사람이 불의한 사람보다 더 행복한지 따진다. 또 이 저서는 철학자의 역할, 이데아론, 시가(詩歌)의 위상, 고귀한 거짓말, 영혼의 불멸성도 다룬다.

## 설정과 등장인물
주요 등장인물은 다음과 같다.
- 소크라테스, 토론의 주인공이다.
- 케팔로스, 늙은 무기제조공으로[5], 서두에서만 나타난다.
- 트라시마코스, 칼케돈의 소피스트.
- 글라우콘, 아리스톤의 아들.
- 아데이만토스, 아리스톤의 아들.
- 폴레마르코스, 케팔로스의 아들.
- 클레이토폰, 아리스토니모스의 아들.
- 카르만티데스, 파이아니아 사람.
- 뤼시아스, 케팔로스의 아들.
- 에우티데모스, 케팔로스의 아들.
- 니케라토스, 니키아스의 아들.

아테네와 긴 성벽 회랑으로 연결된 외항(外港) 피라이에우스에 있는 폴레마르코스의 집에서 이들의 대화가 이루어진다. 대화가 있었던 날의 다음날 그 내용을 소크라테스가 이야기하는 형식이다.

## 목차
- 제1권
  - 정의에 대한 정의
- 제2권
  - 정의의 본질과 기원
  - 수호자의 교육에 대한 논의
- 제3권
  - 수호자들을 위한 교육법 : 시가, 음악, 체육
  - 통치자의 자격
- 제4권
  - 수호자의 행복
  - 수호자들이 경계해야 할 것 : 부, 가난 / 중시해야 할 것 : 교육, 양육, 입법
  - 훌륭한 국가에 필요한 덕목 : 지혜, 용기, 절제, 정의
  - 정의로운 사람에 대한 정의
- 제5권
  - 남녀 평등에 대해서 논의
  - 아내, 자식 공유의 문제
  - 이상 국가는 철학자가 다스리는 국가
- 제6권
  - 철학자가 국가를 다스려야 하는 이유
  - 선의 이데아 (태양의 비유로 선의 이데아의 개념을 설명)
- 제7권
  - 선의 이데아 (동굴의 비유로 선의 이데아를 설명)
  - 동굴에서 빠져 나오기 위해 필요한 학문 : 수학, 기하학, 천문학, 변증론
  - 수호자의 선발과 교육방법
- 제8권
  - 잘못된 국가 체제 : 명예체제, 과두체제, 민주체제, 참주체제
- 제9권
  - 참주의 성향과 불행한 인간인 참주
  - 가장 행복한 인간은 지혜를 사랑하는 자
  - 지혜를 사랑하는 자의 쾌락
- 제10권
  - 모방에 대한 부정적인 반응
  - 영혼 불멸설

## 내용
플라톤은 정의의 본질을 생각함에 있어 그 방법으로 먼저 사상 위에서 국가를 성립시키고, 어떠한 국가가 정의의 덕을 실현하고 있는지를 검토하고 그런 연후에 그 국가에서 개인은 어떠한 방식으로 살아야 하는지를 생각한다면 개인에게 있어서의 정의의 덕도 발견할 수가 있다는 것이다. 먼저 살기 위하여 최소한의 필요를 충족시키는 4-5인의 모임이 이루어지고 거기에서 갖가지 욕망을 충족시키는 국가가 형성되면 국내의 통치나 외적의 방어에 종사하는 계급이 생겨난다. 그 결과 국가는 세 계급으로 성립된다. 맨 아래에 서민 계급으로서 농공상인, 그 위에 수비(守備) 계급으로서 군인, 최고의 자리에 통치자로서 철인(哲人)이 있어 국가통치의 임무를 담당하게 된다.
플라톤에 의하면 이 통치자는 '선(善)의 이데아'를 인식하는 자라야 한다는 것이다. 이 세 계급에 각자가 목표하는 여러 덕이 있어야 한다. 서민계급에는 절제의 덕, 군인 계급에는 용기의 덕, 통치자의 그것은 지혜의 덕이며, 각각의 계급이 제각기 덕을 보존하여 자기 일을 실천할 때에 국가 전체는 정의를 실현한다고 생각했다. 이 국가에서는 서민 계급은 사유 재산도 가정생활도 할 수 있으나 다른 두 계급은 그것이 허락되지 않고 국법에 의하여 우생학적인 결혼이 이루어지며, 출생하는 아이도 출생과 동시에 모친의 품에서 떨어져 공동 육아소에 보내져 엄격한 교육을 받게 된다. 이 아이들 가운데서 우수한 자는 교육을 더 받아 국가통치 계급에 들어간다. 이러한 세 계급의 덕은 개인의 정신 속에서도 발견될 수가 있어서 서민 계급에 해당하는 것이 정신의 정욕적(情欲的) 부분, 군인 계급에 해당하는 것이 정신의 기개적(氣槪的) 부분, 통치자 계급에 해당하는 것이 정신의 이성적(理性的) 부분이라 하여 그는 각각 절제·용기·지혜의 덕을 목표로 두었다. 이 세 부분이 영혼 중에서 이성적 부분을 통치자로 하여 지배·복종의 관계를 조화적으로 유지할 때에 사람은 정의의 덕을 지닐 수가 있고, 이러한 국가 밑에서 처음으로 정의가 실현된다고 역설하였다.
《서양철학사》에서, 러셀은 이 책을 세 부분으로 나눈다.
1. I-V권: 유토피아 부분. '올바름'의 정의를 시도하면서 이상 사회를 그린다.
2. VI-VII권: 철학자가 이상 사회의 지도자로 생각되기 때문에, 이 부분에서 철학자란 어떠한 것인지를 이야기한다. '동굴의 비유'가 논의된다.
3. VIII-X권: 몇 가지 정부의 형태와, 각각의 장단점을 논의한다.

### 올바름의 뜻
이 책은 '올바름(정의)'이란 무엇인지를 물으며 시작된다. 폴레마르코스의 답은 이렇다. 선한 자를 이롭게 하고 악한 자를 해롭게 하는 것이 올바름이다. 그러자 소크라테스는 묻는다. 누군가를 해롭게 하는 것은 과연 올바른 일인가. 대상이 악한이라 하더라도 사람이 다른 사람에게 해를 입히는 것은 과연 그를 올바름에서 더욱 멀어지게 하지는 않는가.
트라시마코스는 소피스트답게, '올바름'은 다스리는 자(강자)의 이익이라고 주장한다. 다스리는 자가 옳다고 정한 법을 통치받는 자들이 따르면 결국 그것이 옳은 것이 되기 때문이다. 하지만 소크라테스는, 다스림의 본질이란 다스림 받는 자들을 널리 이롭게 하는 기술이며, 그로부터 이익을 얻는 것은 다스림에 따르는 추가적인 것은 될지언정, 올바른 다스림이라고는 할 수 없다고 한다.
글라우콘이 트라시마코스의 주장을 이어서, '올바름(正義)'이란 사회계약의 결과일 뿐이라고 주장한다. 만인에 대한 전쟁 상태에 놓이게 되면, "서로간에 올바르지 못한 짓을 저지르거나 당하지 않도록 약정을 하는 것이 이익이 되겠다는 생각을 하게" 되기 때문이다.
한편 글라우콘의 형제인 아데이만토스는, 부와 명예를 가져다주는 '올바르지 못함'이 별다른 효용이 없는 '올바름'보다 더 좋은 것이라는 주장은 '올바름'이나 '올바르지 못함'의 결과에 의한 것임을 지적하고, 소크라테스에게 "그 각각이 그것을 지니고 있는 당사자에게 그 자체로서, 즉 신들이나 남들에게 발각되건 또는 그렇게 되지 않건 간에, 무슨 작용을 하기에, 한쪽은 좋은 것이지만 다른 쪽은 나쁜 것인지"도 밝혀줄 것을 요청한다.이에 소크라테스는 '올바름'에 대해 제대로 생각해보기 위해, 국가에서의 올바름을 밝힌 다음 개인의 올바름을 따져보기로 한다.

### 정부의 형태
여기서 소크라테스가 논하는 정부의 형태는 크게 5가지로 다음과 같다.
- Aristocracy : 철인정치
- Timocracy : 명예정치
- Oligarchy : 과두정치
- Democracy : 민주정치
- Tyranny : 참주정치

철인국가는 가장 이상적인 형태이며, 계급 간의 관계가 타락함에 따라 점차 정부 형태도 타락해간다고 보았다. 이 과정은 사회를 구성하는 인간의 타락으로 설명된다. 아래쪽으로 갈수록 좋지 않은 정체이며, 최악의 정체인 참주정에 이르면 참주를 제외한 모든 피지배자는 참주에게 억압받고 참주는 다수의 피지배자에 의한 보복의 공포에 휩싸이며 사회는 무절제가 만연하게 된다.

## 서지 사항
- 국가·정체(政體), 박종현 역주, 서광사, 2005
- 국가, 천병희 역주, 숲, 2013

## 같이 보기
- 혼합정체
- 누스